# Buciîn, Liubeșiv
Buciîn (în ucraineană Бучин) este un sat în comuna Zarudci din raionul Liubeșiv, regiunea Volînia, Ucraina.

## Demografie
Componența lingvistică a localității Buciîn
     Ucraineană (99,54%)
     Alte limbi (0,46%)
Conform recensământului din 2001, majoritatea populației localității Buciîn era vorbitoare de ucraineană (99,54%), existând în minoritate și vorbitori de alte limbi.